# Бруно Консейсао де Олівейра
Бруно Консейсао де Олівейра (порт. Bruno Conçeicão de Oliveira, нар. 10 червня 2001) — бразильський футболіст, нападник клубу «Аль-Джазіра».

## Клубна кар'єра
Свою кар'єру почав у Бразилії, де виступав за молодіжні склади місцевих клубів. У вересні 2019 року переїхав до ОАЕ, де підписав довгострокову угоду з клубом «Аль-Джазіра». В сезоні 2019/20 у складі старшої команди з'являвся на полі шість разів. Дебютував 19 жовтня 2019 року у матчі проти «Хаур-Факкана». В шести поєдинках він провів на полі лише 53 хвилини, відзначився одним вилученням. В сезоні 2020/21 був гравцем ротації, дебютний гол забив у кубковому поєдинку проти «Аль-Іттіхад Калба». 31 грудня 2020 року забив перший гол в чемпіонаті, у ворота «Аль-Айна». У сезоні 2021/22 лишився гравцем ротації, на міжнародному рівні дебютував на Клубному чемпіонаті світу, де забив м'яч у ворота мексиканського клубу «Монтеррей».

## Титули і досягнення
- Чемпіон ОАЕ (1):

«Аль-Джазіра»: 2020-21
- Володар Суперкубка ОАЕ (1):

«Аль-Джазіра»: 2021